# Dolnochaberský hřbitov
Dolnochaberský hřbitov se nachází v Praze v městské části Dolní Chabry. Byl otevřen v roce 1905 jako náhrada za zrušený hřbitov u kostela Stětí svatého Jana Křtitele. Po druhé světové válce byl hřbitov rozšířen o urnový háj, ve stylu lesního hřbitova s kolumbáriem. Hřbitov není velký, jeho rozloha je 0,35 ha.